# 紗綾形
紗綾形（さやがた）とは、中国を起源とする伝統模様の1つで、東アジアや漢字圏の日本列島、朝鮮半島、ベトナム、モンゴル国などにも広く存在している。

## 別称
- 中国語や漢文では、「卍字不到頭」が最も正式な漢字表記とされる。ただし、この模様は非常に広く使われているため、別称や表記が多く、一般的には卍字紋や卍字錦、卍字拐、卍不断、卍曲水などと呼ばれる。
- 日本語では、主に「紗綾形」という呼称が知られているが、「紗綾型」とも漢字表記される。また、「卍崩し文様（まんくずしもんよう）」という呼称もよく使われている。

## 中国
漢名の「卍字不到頭」は、その名の通り、「複数の卍字」を組み合わせて構成された模様である。1つの模様の四方には、もう1つの同じ模様が自然に接続できるため、このように無限に広がることが出来る。この現象を中国語では「不到頭」と呼ぶため、漢名は「卍字不到頭」となった。「卍」とい文字は、ナチスドイツのシンボルでは無く、「仏様から授かった祝福や長寿・家の繁栄が途切れなく、永続すること」を意味する。古代の中国人は、「卍字不到頭」を漢式建築の彩画や漢服の生地に多く用いることで、吉運を引き寄せる事ができると信じていた。この理論は、現代の中国人にも受け継がれている。

この模様は、彩画や漢服のほか、刺繍、青銅器、陶器、磁器、瓦彫、木彫、石彫、窓枠など、さまざまな芸術形式で見ることができ、既に中国全土で広く見られている。また、多くは底模様や縁飾りとして用いられている。底模様として使用する際は、正立または45度角で配置されることがあり、中国のもう1つの伝統模様「団寿紋」と組み合わせることで、さらに複雑で美しくなる。一方、瓦彫や石彫・木彫において、「卍字不到頭」は主に陽刻で表現され、門の鉄製品などには主に陰刻で表現される。

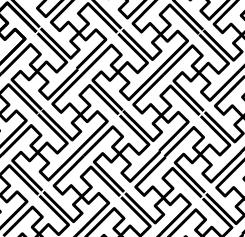
45度角の卍字紋
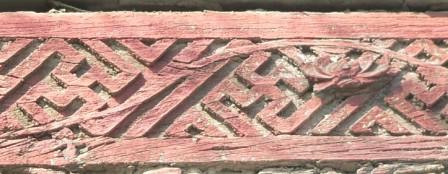
木彫
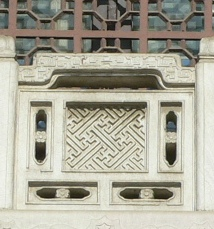
石彫1
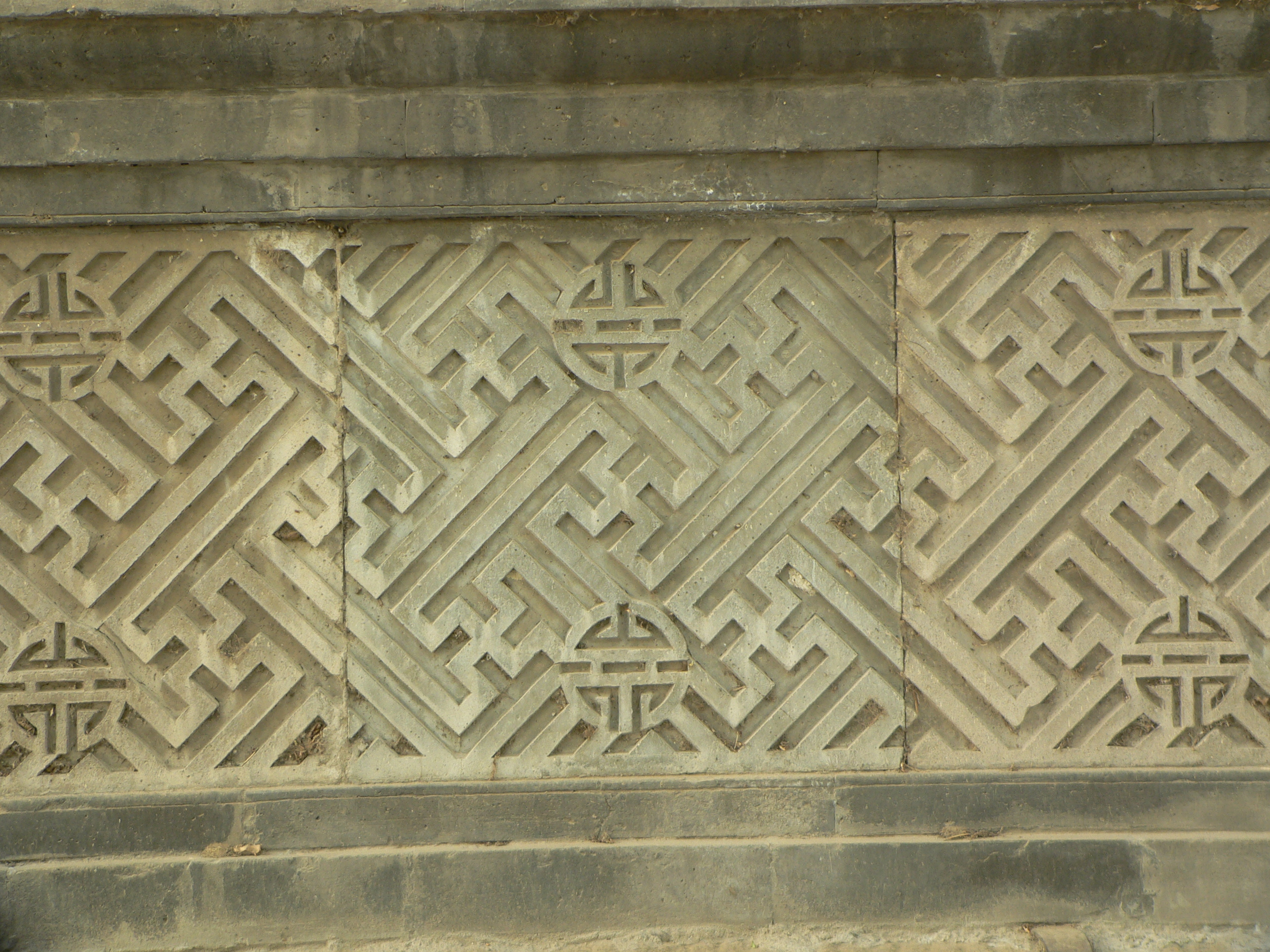
石彫2
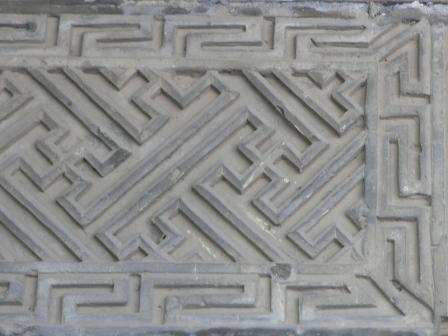
石彫3
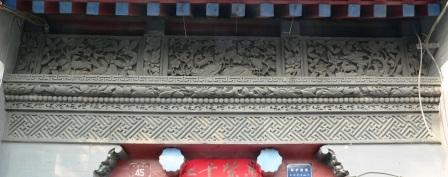
門の上部に施された石彫
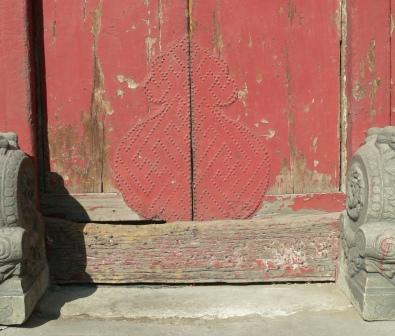
扉の下部に施された装飾の中で
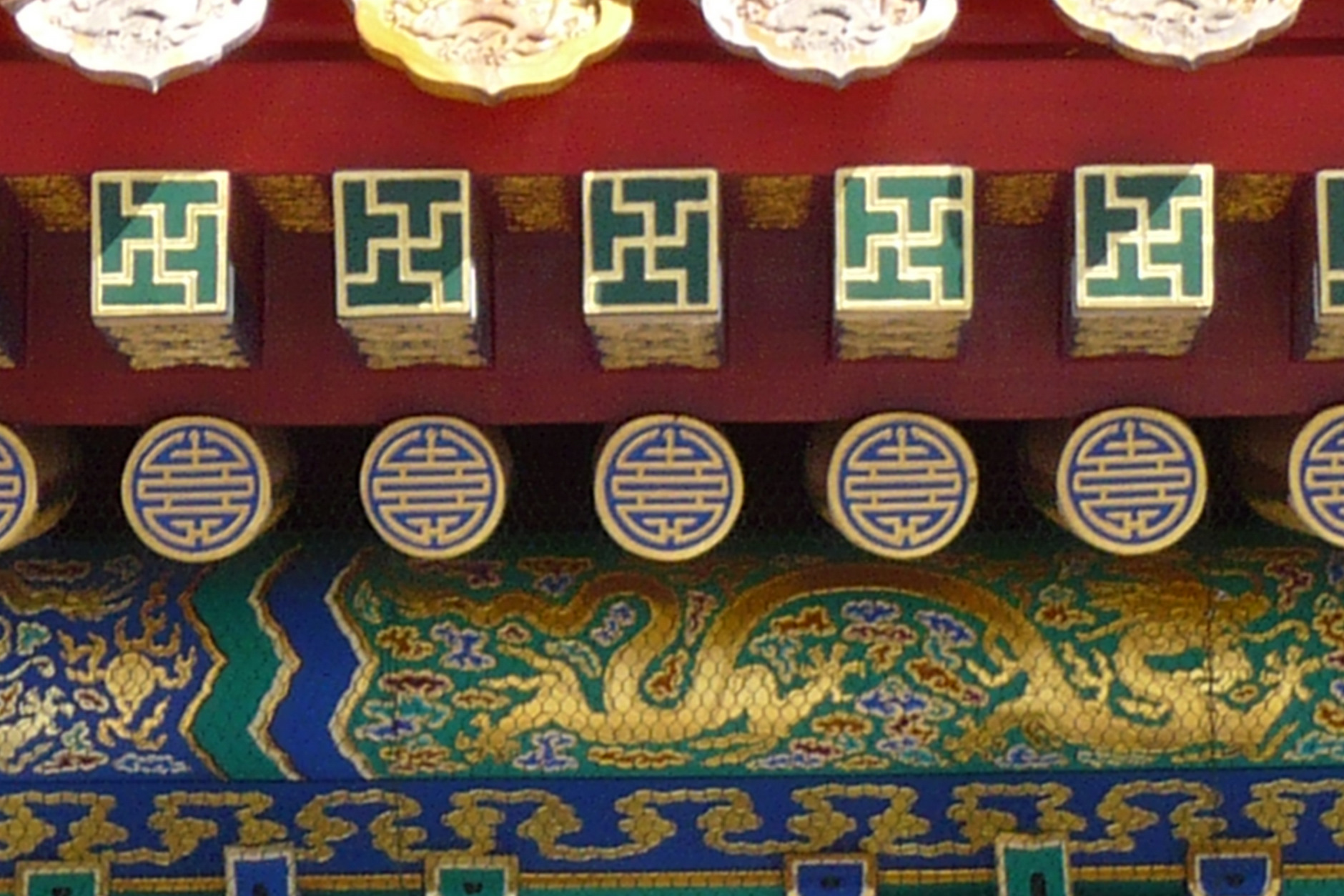
紫禁城の桁の中で
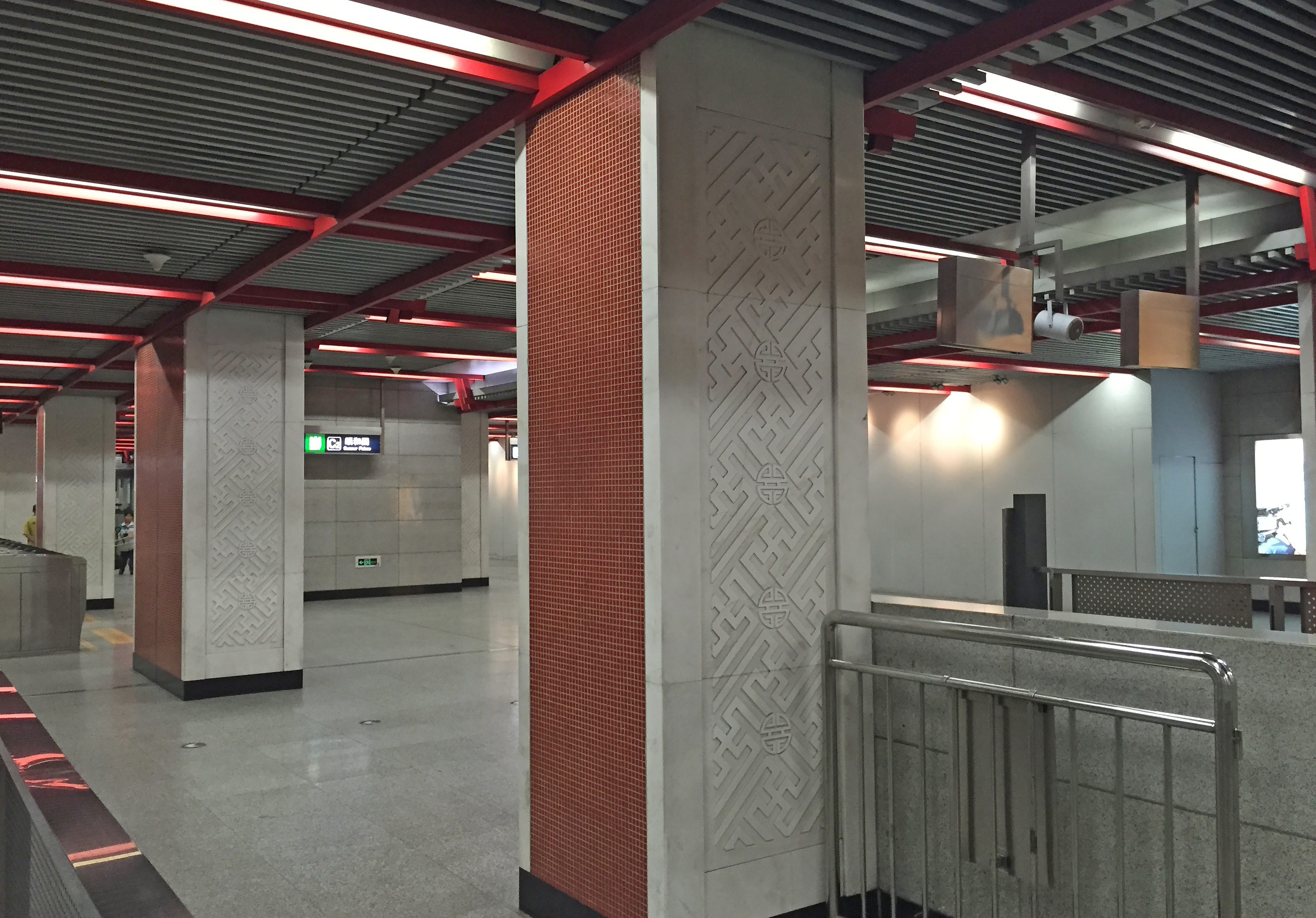
北京地下鉄西苑駅の柱の外装

## 日本

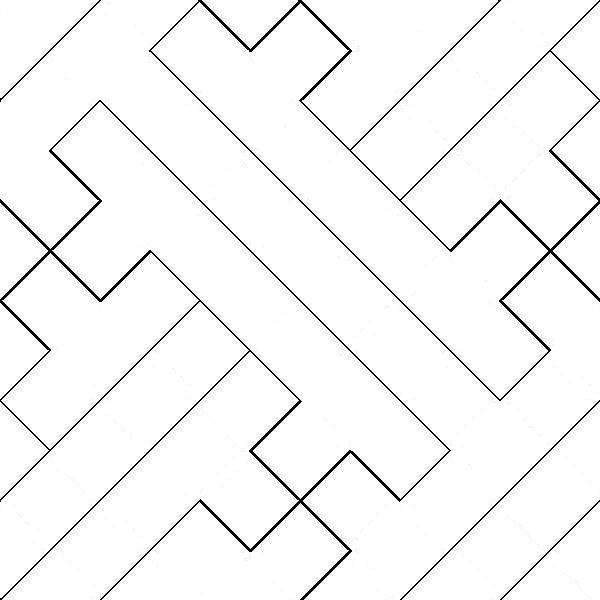
模様1
模様2
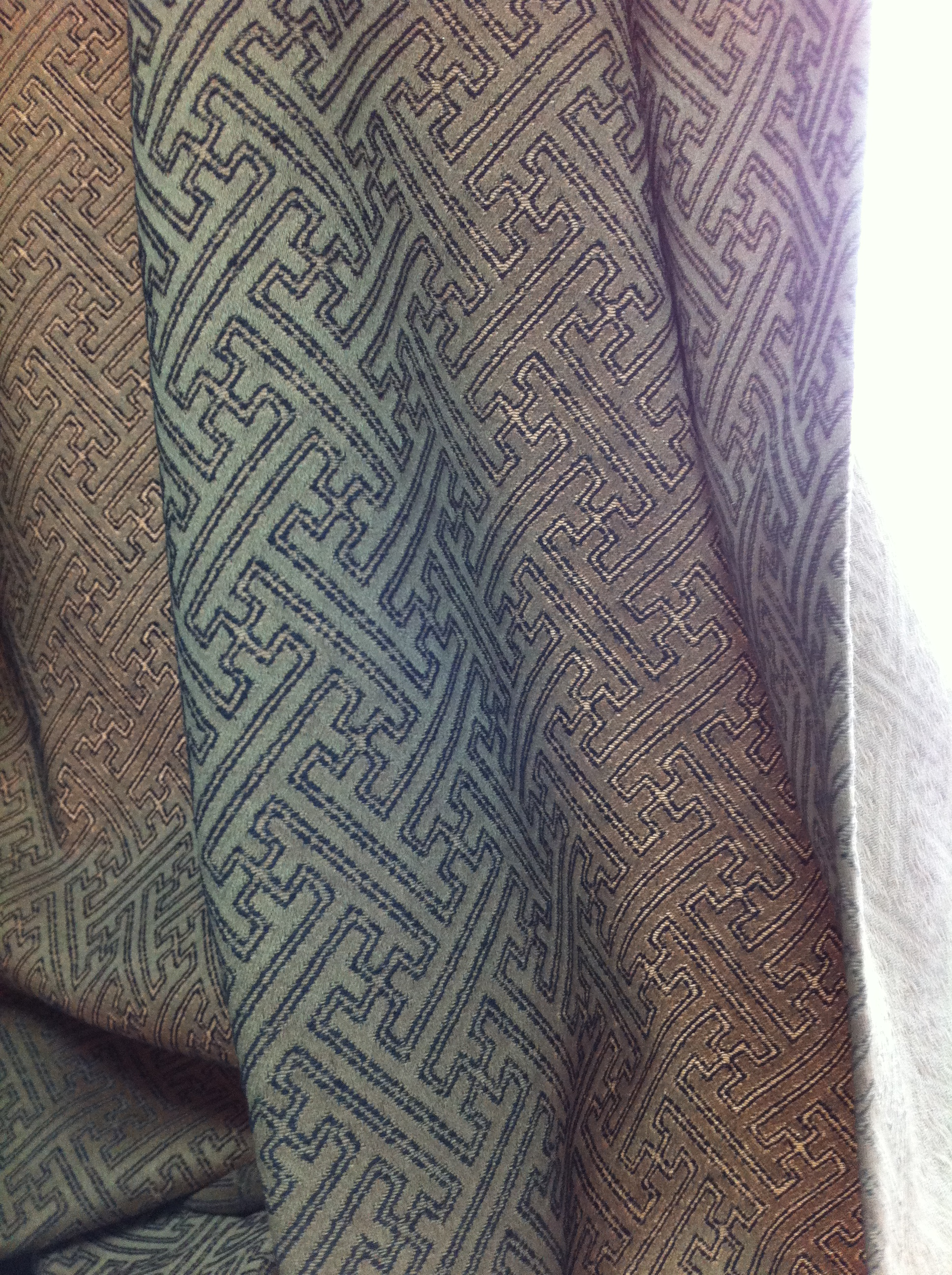
現代のカーテンに用いられる。
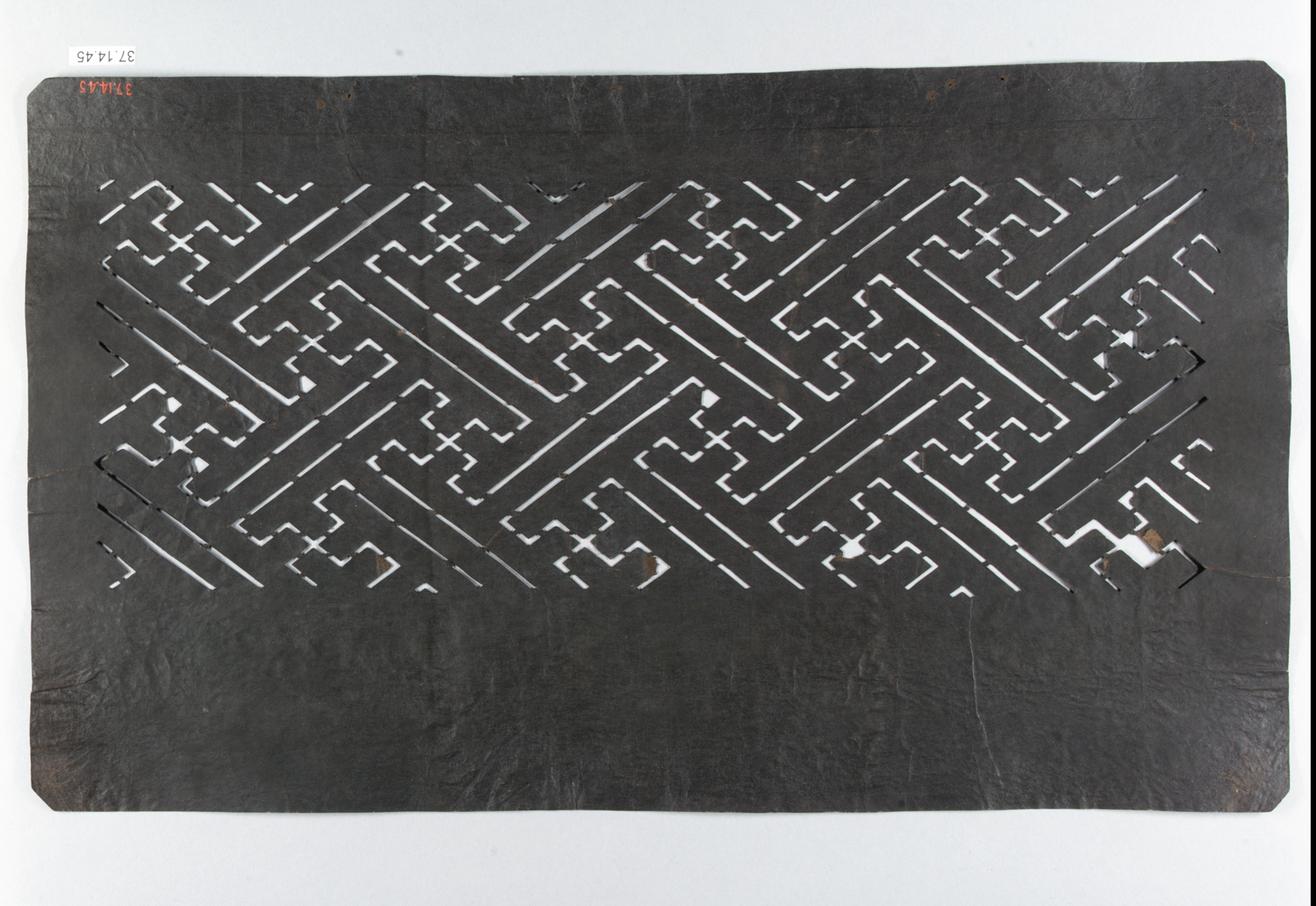
19世紀の紗綾形模様が施された鉄板、用途不明（メトロポリタン美術館所蔵）
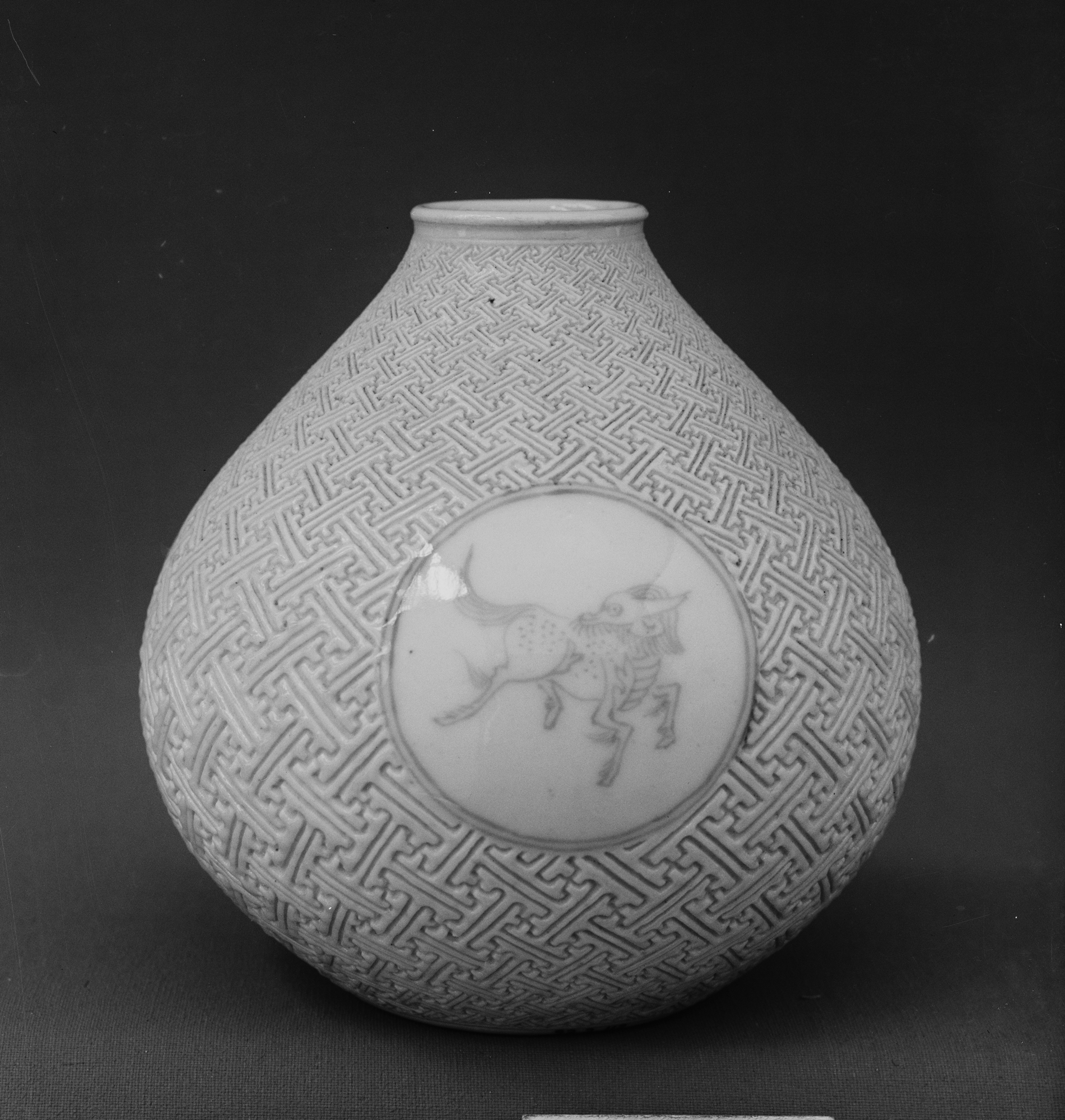
紫馬麒麟卍紗綾形紋瓶（メトロポリタン美術館所蔵）
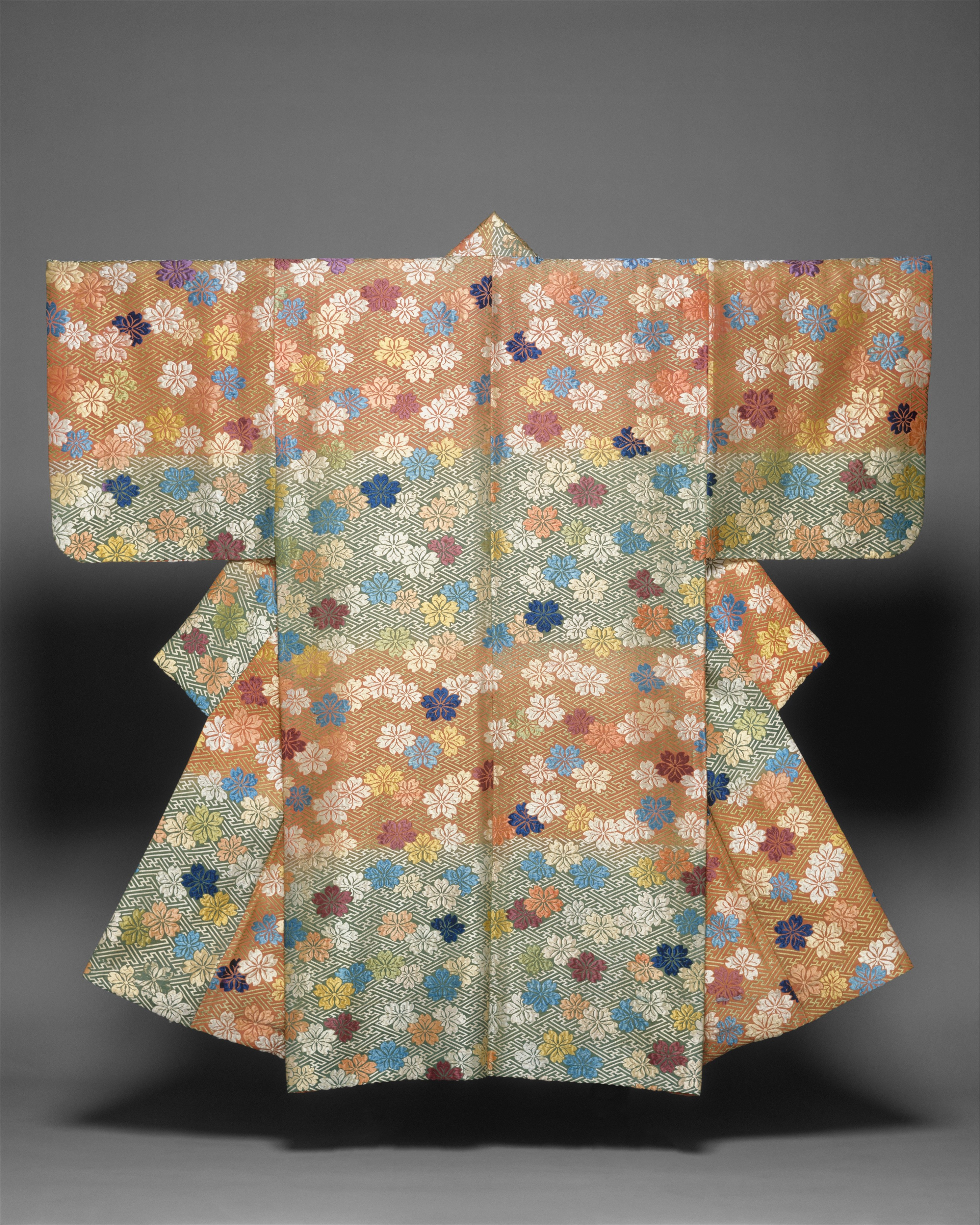
紅緑段紗綾形桜花模様唐織（メトロポリタン美術館所蔵）
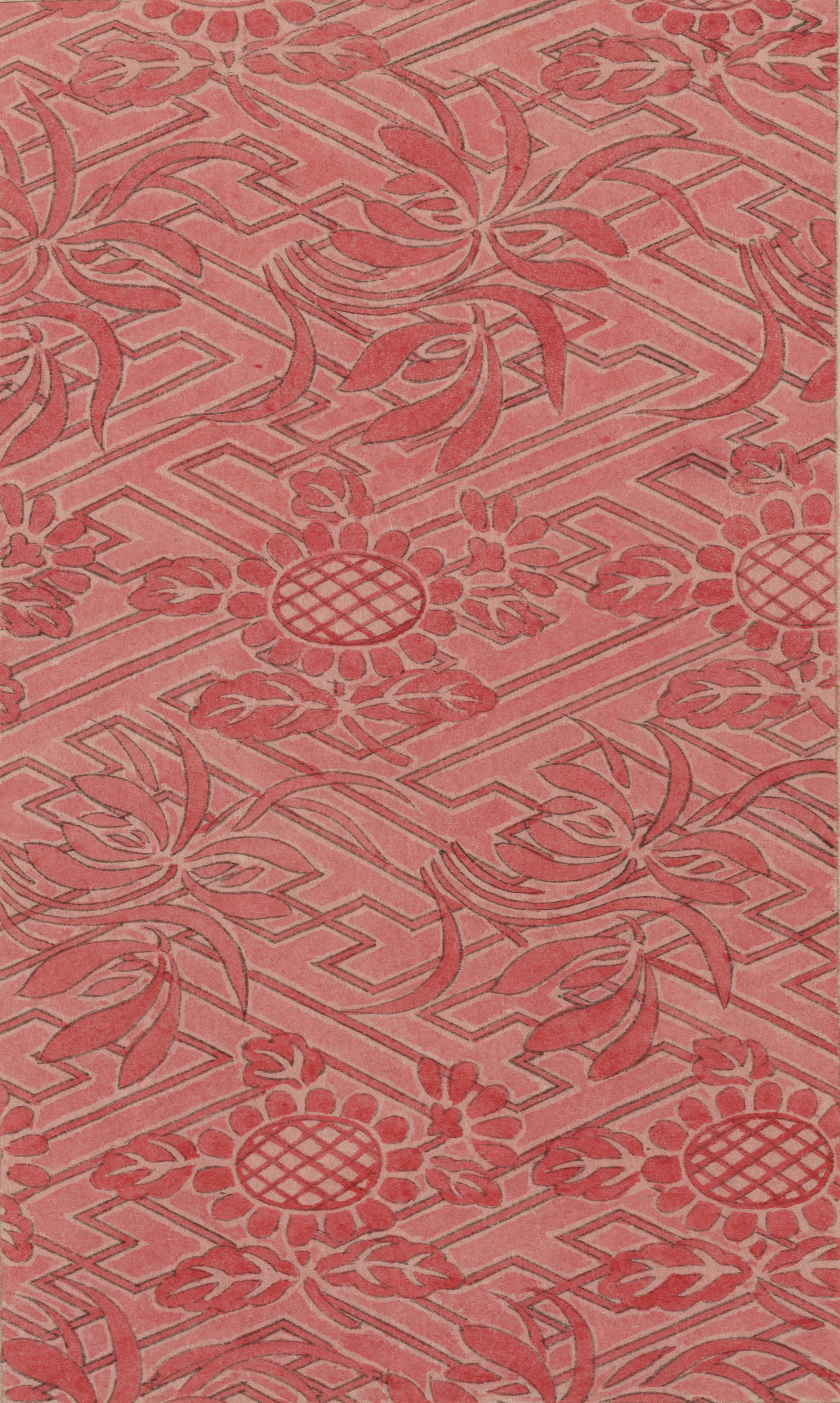
綸子という絹織物（アメリカ合衆国議会図書館所蔵）
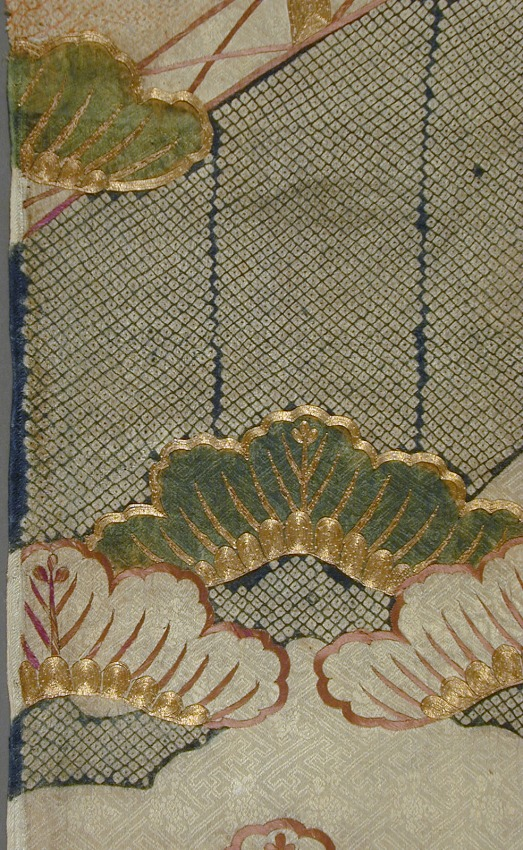
18世紀末期の江戸時代の生地（ロサンゼルス郡美術館所蔵）
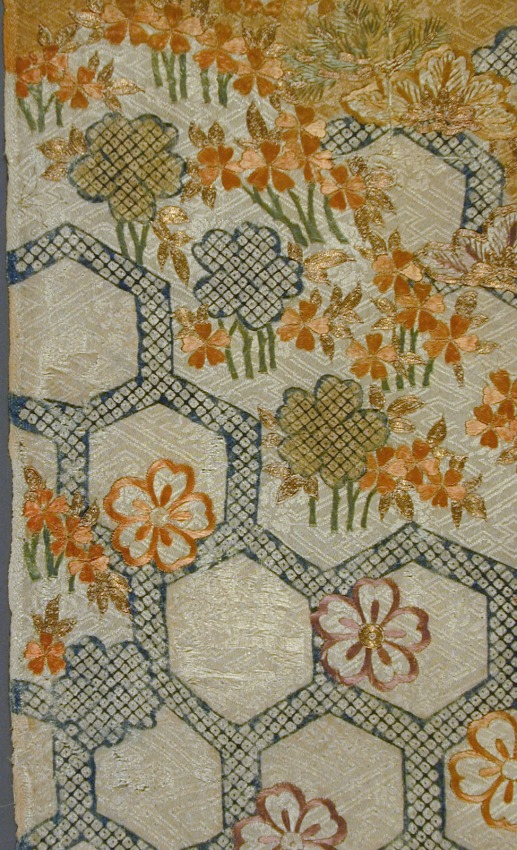
18世紀中期の江戸時代の生地（ロサンゼルス郡美術館所蔵）

## ベトナム

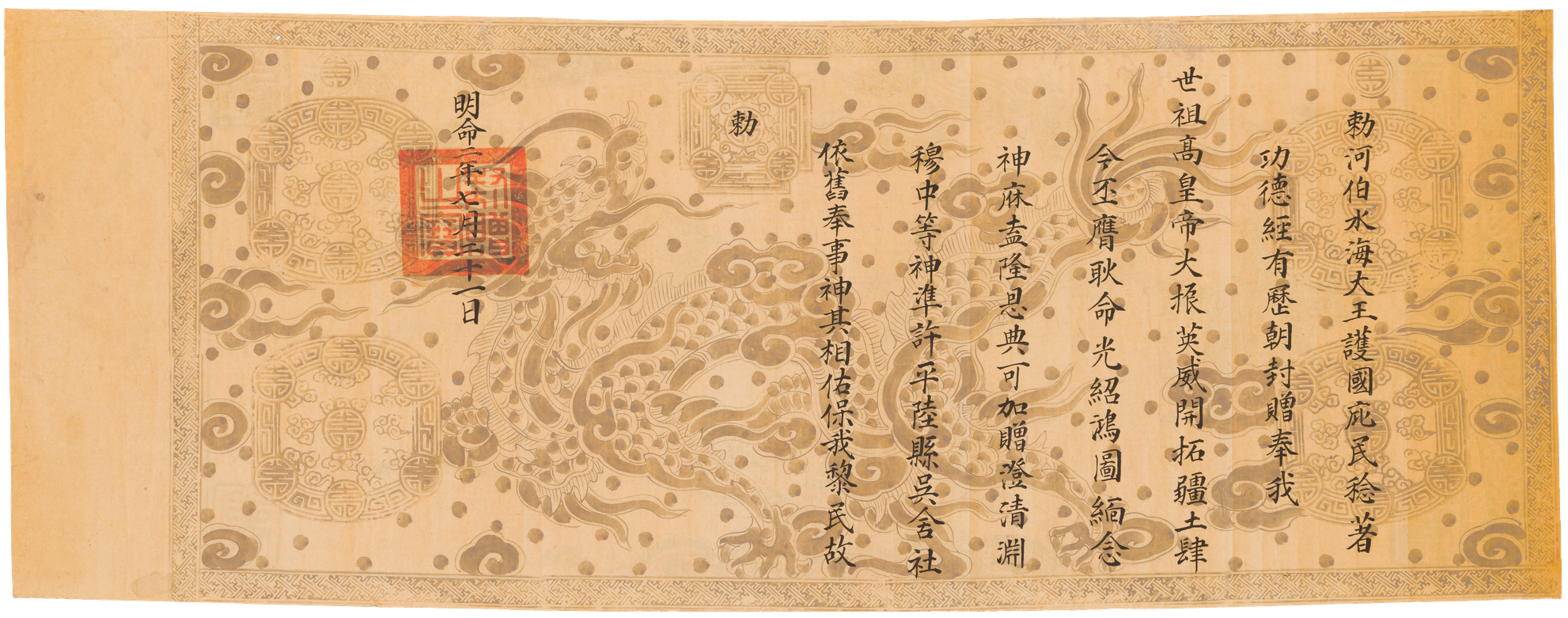
明命二年（1821年）の勅命（ハナム省）。縁飾りとして用いられる。
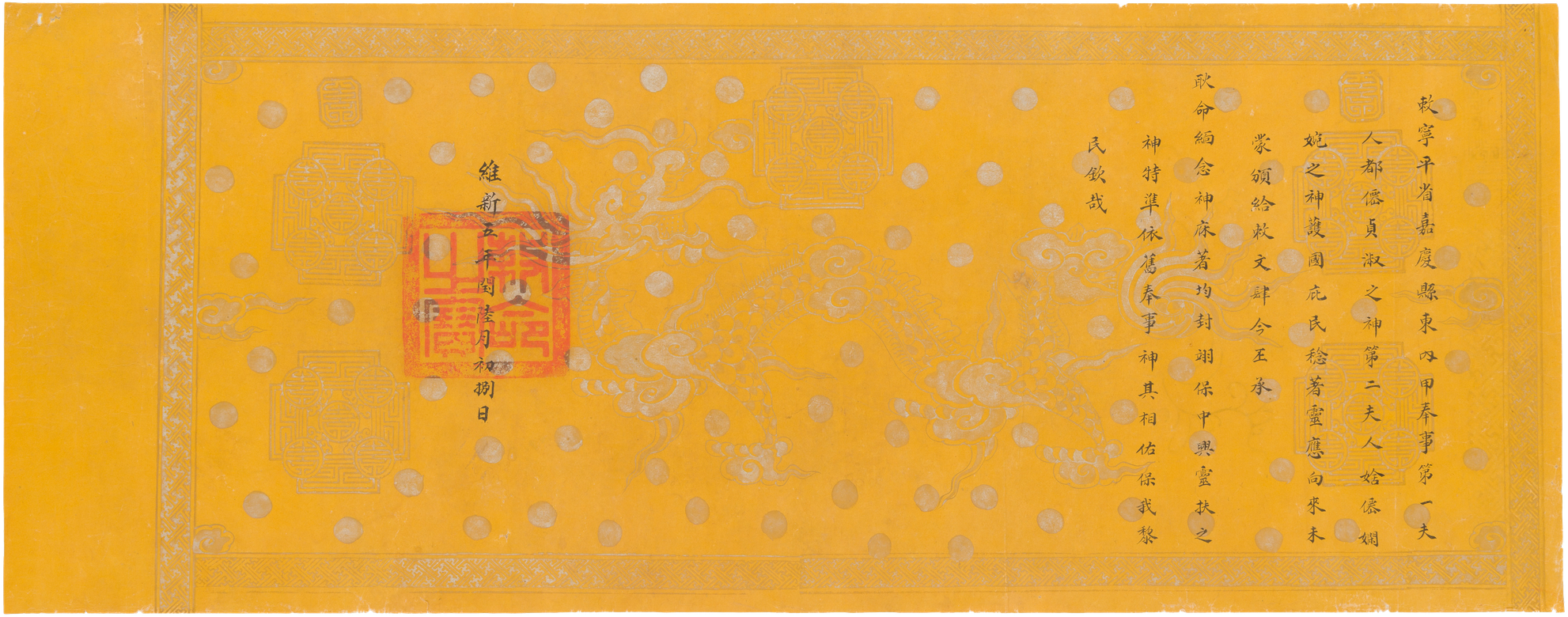
維新五年（1911年）の勅命（ニンビン省）。縁飾りとして用いられる。
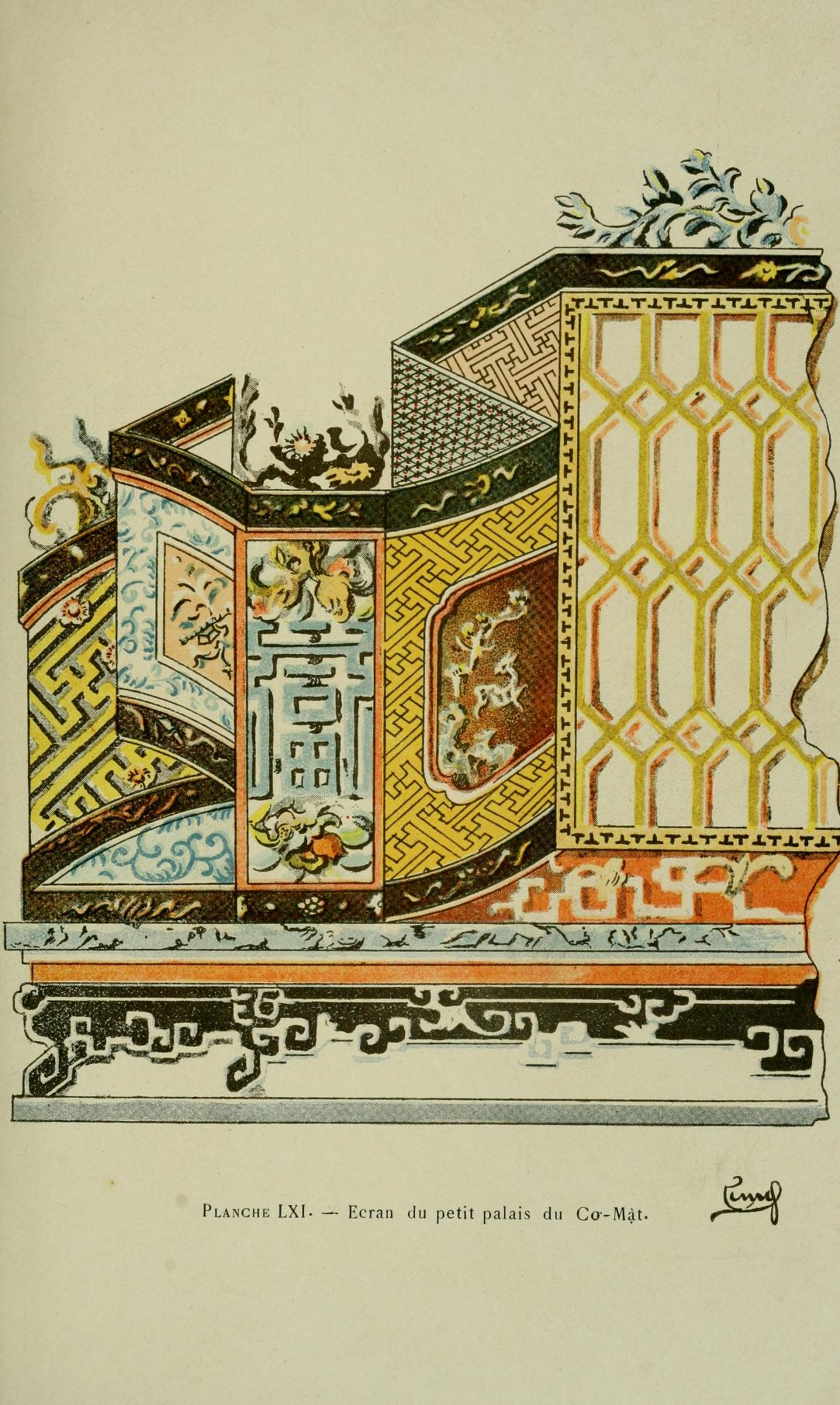
順化皇城。壁の模様として用いられる。

## タイ王国

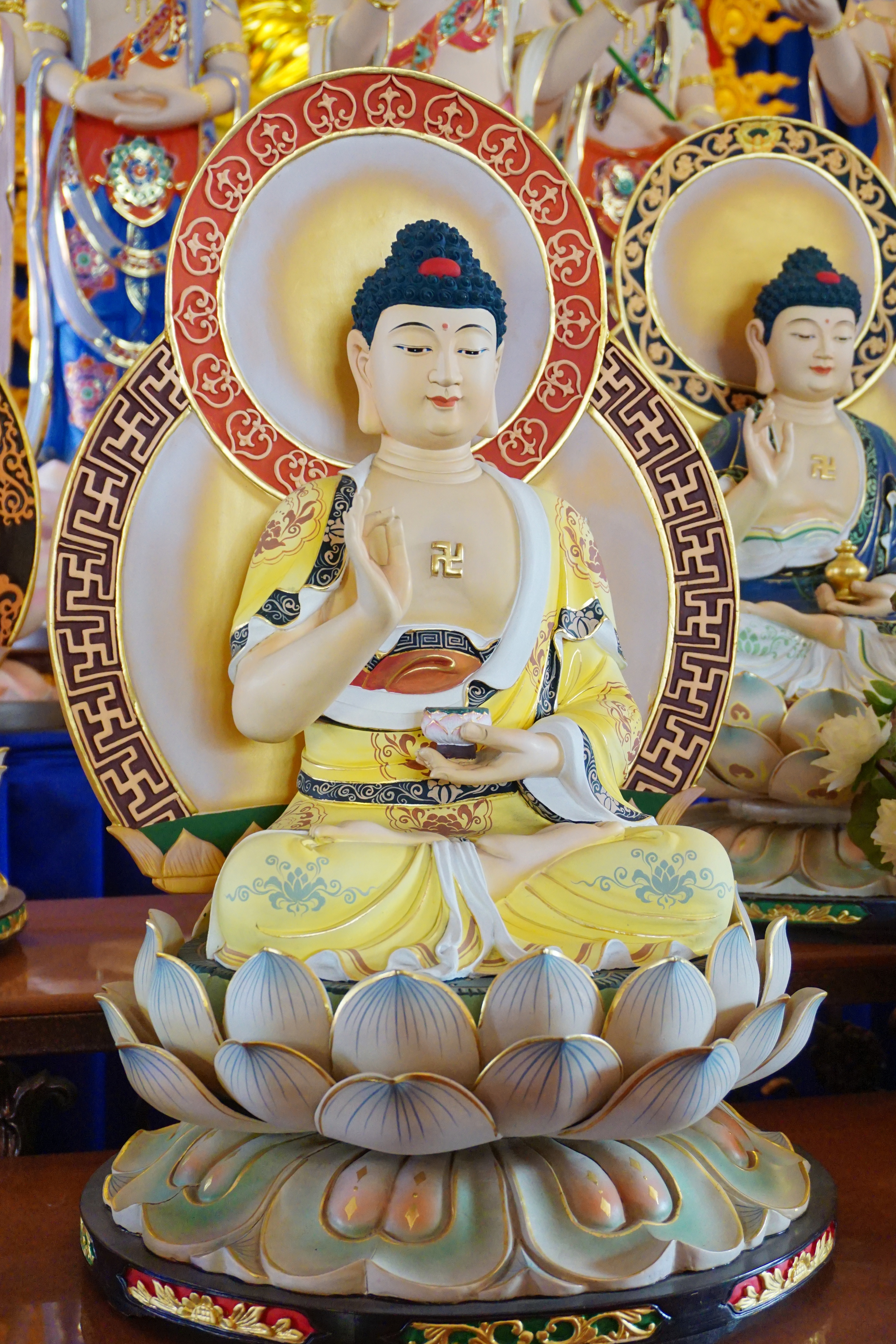
仏像の周りの「光背」に用いられる。